# Natalia Andreiová
Natalia Andreiová, provdaná Mărășescuová (* 3. října 1952, Căpreni) je bývalá rumunská atletka, běžkyně, dvojnásobná halová mistryně Evropy v běhu na 1500 metrů..

## Sportovní kariéra
Na evropském šampionátu v Římě v roce 1974 doběhla čtvrtá v běhu na 3000 metrů. O rok později se stala halovou mistryní Evropy na poloviční trati. V letech 1976 a 1978 vybojovala na této trati na evropském halovém šampionátu stříbrnou medaili. Při startu na mistrovství Evropy v Praze v roce 1978 získala stříbrnou medaili v bězích na 1500 i 3000 metrů. V roce 1979 vybojoval titul halové mistryně Evropy na 1500 metrů podruhé. Na olympiádě v Moskvě v následující sezóně obsadila v této disciplíně deváté místo.